# Hästholmsgölen
Hästholmsgölen är en sjö i Aneby kommun i Småland och ingår i Motala ströms huvudavrinningsområde.